# Błażejewo (Śrem)
Pour les articles homonymes, voir Błażejewo.
Błażejewo (prononciation : [bwaʐɛˈjɛvɔ], en allemand : Philipsdorf) est un village polonais de la gmina de Dolsk dans le powiat de Śrem de la voïvodie de Grande-Pologne dans le centre-ouest de la Pologne.
Il se situe à environ 8 kilomètres à l'est de Dolsk (siège de la gmina), à 14 kilomètres au sud-est de Śrem (siège du powiat) et à 48 kilomètres au sud de Poznań (capitale régionale).

## Histoire
De 1975 à 1998, le village faisait partie du territoire de la voïvodie de Poznań.

Depuis 1999, Błażejewo est situé dans la voïvodie de Grande-Pologne.
Le village possède une population de 160 habitants.